# 循環群
在群論中，循環群（英文：cyclic group），是指能由單個元素所生成的群。有限循环群同构于整数同余加法群 {\displaystyle \mathbb {Z} {\big /}n\mathbb {Z} }，无限循环群则同构于整数加法群。每個循環群都是阿贝尔群，亦即其運算是可交換的。在群论中，循环群的性质已经被研究的较为透彻，是更为复杂的代数研究中常用到的基础工具。

## 定義

6次单位根在乘法下形成循環群。z是本原元而 z^{2} 不是，因為z的奇數次冪不是z^{2}的冪。

设 {\displaystyle (G,\cdot )} 為一个群，若存在一個元素 {\displaystyle g\in G}，使得 {\displaystyle G=\left\langle \,g\,\right\rangle =\left\{g^{k}|\;k\in \mathbb {Z} \right\}}，则 {\displaystyle (G,\cdot )} 形成一个循环群。群 {\displaystyle G} 內任意一个元素所生成的群都是循环群，而且是 {\displaystyle G} 的子群。

### 分类
令循环群 {\displaystyle G=\left\{g^{k}|\;k\in \mathbb {Z} \right\}}。如果存在两个相異整数 {\displaystyle m,n} 使得 {\displaystyle g^{m}=g^{n}}，那么 {\displaystyle d=\vert m-n\vert } 满足 {\displaystyle g^{d}=e}，其中 {\displaystyle e} 是單位元。所以对於任意整数 {\displaystyle k}，{\displaystyle g^{k}=g^{r}}，其中 {\displaystyle r} 是 {\displaystyle k} 除以 {\displaystyle d} 得到的余数，{\displaystyle 0\leq r\leq d-1}。这说明 {\displaystyle G} 是有限群。设 {\displaystyle d_{m}} 是所有这样的正整数中最小的一个，则 {\displaystyle G} 可以表示为：
{\displaystyle G=\left\{g^{k}|\;k=0,1,\ldots ,d_{m}-1\right\}}
可以证明它同构于模 {\displaystyle d_{m}} 的加法群 {\displaystyle \left(\mathbb {Z} {\big /}d_{m}\mathbb {Z} ,+\right)}。事实上，對每一個正整數 {\displaystyle n}，都存在唯一一個（在同构的意义上）阶為此正整數 {\displaystyle n} 的循環群。而所有的 {\displaystyle n} 阶循環群都和模 {\displaystyle n} 的同余类构成的加法群 {\displaystyle \left(\mathbb {Z} {\big /}n\mathbb {Z} ,+\right)} 同构。如果一个循环群的阶是无限的，那么它同构于整數关于加法构成的群 {\displaystyle \left(\mathbb {Z} ,+\right)}。因此，循環群已被完全分类，是最簡單的一种群。
例如，{\displaystyle G=\left\{e,g,g^{2},g^{3},g^{4},g^{5}\right\}}，則 {\displaystyle G} 為循環群。{\displaystyle G} 同構於模 {\displaystyle 6} 的加法群：{\displaystyle \mathbb {Z} _{6}=\left\{{\overline {0}},{\overline {1}},{\overline {2}},{\overline {3}},{\overline {4}},{\overline {5}}\right\}}。考虑映射：
{\displaystyle \varphi :\;G\longrightarrow \mathbb {Z} _{6}}
{\displaystyle \left.\;\,\right.g^{k}\,\mapsto \;\,{\overline {k}}}
可以证明其为群同态，而且是双射，因此是群同构。

### 标记
由于循环群必然是阿貝爾群，且与加法群 {\displaystyle \mathbb {Z} {\big /}n\mathbb {Z} } 或整数的加法群 {\displaystyle \mathbb {Z} } 同构，它的运算常以加法表示並記為 {\displaystyle \mathbb {Z} _{n}}。然而數論中一般會避免使用這種標記，因為它和p进整数构成的環或群的局部化的標記相衝突，容易混淆。因此，数论中一般直接记作 {\displaystyle \mathbb {Z} {\big /}n\mathbb {Z} }，或以乘法表示運算並記為 {\displaystyle C_{n}}。

## 性質
每一個循環群要么同構于整数模 {\displaystyle n} 的加法群：{\displaystyle \mathbb {Z} _{n}=\left\{{\overline {0}},{\overline {1}},{\overline {2}},\cdots ,{\overline {n-1}}\right\}}，要么同构于整數的加法群 {\displaystyle \mathbb {Z} }。因此要研究循环群的性质，只需要研究 {\displaystyle \mathbb {Z} _{n}}和 {\displaystyle \mathbb {Z} } 作为加法群的性质即可。设 {\displaystyle G} 是一个 {\displaystyle n} 阶的循環群，{\displaystyle g\in G}，则：
- {\displaystyle G} 為交換群。這是因為 {\displaystyle g+h\equiv h+g{\pmod {n}}} 。
- 若 {\displaystyle n} 為正整数，則 {\displaystyle g^{n}=e}，因為{\displaystyle n\equiv 0{\pmod {n}}} 。而且 {\displaystyle n} 是所有使得 {\displaystyle g^{k}=e} 的正整数 {\displaystyle k} 中最小的一个。
- 若 {\displaystyle n} 為無限大，則 {\displaystyle G} 有且仅有兩個生成元，分别对应于整数中的 {\displaystyle 1} 和 {\displaystyle -1}。
- 若 {\displaystyle n} 為正整数，则 {\displaystyle G} 的各个生成元分别对应整数模 {\displaystyle n} 加法群中与 {\displaystyle n} 互质的数的同余类。例如当 {\displaystyle n=12} 时，{\displaystyle G} 的生成元有四个，分别对应着 {\displaystyle \mathbb {Z} _{12}} 中的{\displaystyle {\overline {1}},{\overline {5}},{\overline {7}},{\overline {11}}}四个同余类。
- {\displaystyle G} 的每一個子群都是循環群。每一個 {\displaystyle G} 的 {\displaystyle m} 阶有限子群皆為整数模 {\displaystyle m} 的加法群。而每一個 {\displaystyle G} 的無限子群都可以表示成 {\displaystyle m\mathbb {Z} }，同構於 {\displaystyle \mathbb {Z} }。
- 设 {\displaystyle p} 是質數，則阶為 {\displaystyle p} 的群都同构于 {\displaystyle p} 阶循環群。
- 兩個循環群的直積 {\displaystyle \mathbb {Z} _{n}\times \mathbb {Z} _{m}}是循環群若且唯若 {\displaystyle n} 和 {\displaystyle m} 互質。故 {\displaystyle \mathbb {Z} _{12}} 同構於 {\displaystyle \mathbb {Z} _{3}\times \mathbb {Z} _{4}}，而不是 {\displaystyle \mathbb {Z} _{2}\times \mathbb {Z} _{6}}[N 2]。
- 阿貝爾群的基本定理说明每一個有限生成阿貝爾群都是有限多個循環群的直積。

## 例子
在二維和三維空间裡，{\displaystyle n} 折旋轉對稱的對稱群為 {\displaystyle C_{n}}，屬 {\displaystyle \mathbb {Z} _{n}} 抽象群類型。在三維裡，亦存在其他代數地相同的對稱群，詳見三維點群。
需留意的是，圓的所有旋轉所組成之群S1(圓群)不是循環的，甚至不是可數的。
- {\displaystyle n} 次單位根形成一個关于乘法的 {\displaystyle n} 阶循環群。

- 每一個有限域之有限扩张的伽羅瓦群是有限且循環的；相反地，給定一有限域F和一有限循環群 {\displaystyle G}，則存在一個 {\displaystyle F} 的有限域擴張，其伽羅瓦群為 {\displaystyle G}。

## 表示
有限循環群的環圖全是有著其元素在各個角上的 {\displaystyle n} 邊形。下面環圖中的黑角表示是單位元素，而其他的角則為群的其他元素。一個環包括著連接著單位元之元素的接續之次方。
| Z1 | Z2 | Z3 | Z4 | Z5 | Z6 | Z7 | Z8 |
| -- | -- | -- | -- | -- | -- | -- | -- |

## 子群
所有循環群的子群及商群都是循環群。特別地，{\displaystyle \mathbb {Z} } 的子群為 {\displaystyle m\mathbb {Z} } 的形式，其中 {\displaystyle m} 為非负整數。对于不同的 {\displaystyle m} ，形如 {\displaystyle m\mathbb {Z} } 的子群都不同，且除了平凡群（{\displaystyle m=0}）外都同構於 {\displaystyle \mathbb {Z} } 。 {\displaystyle \mathbb {Z} } 的子群格同構於以可除性排序之自然數格的對偶。除了一個平凡的反例 {\displaystyle \mathbb {Z} \backslash \{0\}} 外， {\displaystyle \mathbb {Z} } 的所有商群都是有限的。對每個 {\displaystyle n} 的正因數 {\displaystyle d} ，群 {\displaystyle \mathbb {Z} /n\mathbb {Z} } 恰有一個元素數目為 {\displaystyle d} 的子群，它由 {\displaystyle n/d} 的剩餘類所產生。其不存在其他的子群。故其子群格會同構於以可除性排序之 {\displaystyle n} 的因數所組成的集合。
特別地，一個循環群是單群若且唯若其元素數目為質數。
舉一個實際的問題，給定一個 {\displaystyle n} 目之有限子群 {\displaystyle C}，其生成元為 {\displaystyle g}，並要求求得以某一整數 {\displaystyle k} 之 {\displaystyle g^{k}} 所生成的子群之大小 {\displaystyle m}。這裡，{\displaystyle m} 會是能使 {\displaystyle mk} 能被 {\displaystyle n} 整除之最小正整數。因此其為 {\displaystyle n/t}，其中 {\displaystyle t} 為 {\displaystyle k} 和 {\displaystyle n} 的最大公因數。換句話說，由 {\displaystyle g^{k}} 產生之子群之指標為 {\displaystyle t}。其理由在數論中被稱為指標計算演算法。

## 自同態
阿貝爾群 {\displaystyle \mathbb {Z} _{n}} 的自同態環會同構於此阿貝爾群，且使其構成一個環。在此同構之下，數字 {\displaystyle r} 會對應於將每個元素映射至其 {\displaystyle n} 次乘積之值上之 {\displaystyle \mathbb {Z} _{n}} 的自同態。此一自同態只有在r和n互質時會是個雙射函數，所以 {\displaystyle \mathbb {Z} _{n}} 的自同構群會同構於群 {\displaystyle \mathbb {Z} _{n}^{\times }}(見上面)。{\displaystyle \mathbb {Z} _{n}} 的自同構群有時會被稱為 {\displaystyle \mathbb {Z} _{n}} 的特徵群，且此一群的建構會直接導致對狄利克雷特徵的定義。
相似地，加法群 {\displaystyle \mathbb {Z} } 的自同態環會同構於環 {\displaystyle \mathbb {Z} } ，且其自同構群會同構於環 {\displaystyle \mathbb {Z} } 的單位群，即{\displaystyle \{-1,+1\}\cong \mathbb {Z} _{2}}。

## 逼肖循環群
一個群稱為逼肖循環（virtually cyclic）的，如果這個群包含一個有限指數的循環子群。換言之，一個逼肖循環群的任何元素，都可表示為這個循環子群的一個元素乘以群中某個有限子集的一個元素。一個無限群是逼肖循環的，當且僅當這個群是有限生成並且正好有兩個端。逼肖循環群的一個簡單例子是 {\displaystyle \mathbb {Z} /n} 和 {\displaystyle \mathbb {Z} } 的直積，因子 {\displaystyle \mathbb {Z} } 有有限指數 {\displaystyle n}。任何格羅莫夫雙曲群的阿貝爾子群都是逼肖循環群。

## 相关文献
- Gallian, Joseph,  4th, Boston: Houghton Mifflin, 1998, ISBN 978-0-669-86179-2 （英语）, especially chapter 4.
- Herstein, I. N.,  3rd, Prentice Hall, 1996, ISBN 978-0-13-374562-7, MR1375019, especially pages 53–60.

## 另見
- 三維循環對稱群
- 循環擴張
- 循環模
- 同餘